# Michael Rich
Michael Rich, född 23 september 1969 i Freiburg im Breisgau, Tyskland, är en tysk tävlingscyklist som tog OS-guld i lagtempoloppet vid olympiska sommarspelen 1992 i Barcelona.